# Digital Songs
La lista Hot Digital Songs es una publicación semanal que presenta a las 50 canciones más descargadas (ventas legales) en los Estados Unidos, de acuerdo con la revista Billboard. La publicación de la lista se hace también vía Internet todos los jueves pero solamente muestra las primeras 25 canciones, la lista entera es exclusiva para suscriptores.
La RIAA certifica las canciones descargadas, y cuando la canción supera el millón de descargas gana un "Disco de Platino".
Toxic de Britney Spears fue la primera canción en supera el millón de descargas digitales el 2003 en ese tiempo Billboard no contaba las descargas en el desempeño de los charts, a partir del 2005 se tomaron en cuenta.

## Historia
Sus inicios datan de febrero de 2005, las ventas digitales han sido incorporadas en el Hot 100 y se toman como cualquier venta de sencillo al por menor, y se ha convertido en una de las listas más importantes de Billboard, ya que se toma en cuenta para el Billboard Hot 100.
La primera canción en la historia de la música en superar el millón de descargas fue «Toxic» de Britney Spears, pero en el 2004, el Billboard Hot 100 no contaba las descargas, y la RIAA tampoco certificaba las canciones descargadas. 
Rihanna fue nombrada la "Artista Hot Digital Songs" de la década del 2000, debido a que en varias ocasiones sus canciones eran de las más descargadas del año.
Katy Perry es una de las únicas artista en superar la marca de 4 millones de descargas digitales con 6 canciones ( «Hot N Cold», «California Gurls», «Teenage Dream», «Firework», «I Kissed a Girl» y «E.T.» ) siendo la única artista en lograr este récord, además de ser la primera artista en pasar los 5 millones con 4 canciones («Hot N Cold», «E.T.», «California Gurls» y «Firework» ). 
Lady Gaga es la única cantante en tener 2 sencillos con más de 7 millones de descargas ( «Just Dance» y «Poker Face»), por otro lado, Kesha ostenta el récord de la canción más descargada del mundo, gracias a su sencillo «Tik Tok».

## Canciones con más semanas en el número uno
- 18 semanas

BTS – «Dynamite» (2020–21)
BTS – «Butter» (2021)
- 17 semanas

Luis Fonsi y Daddy Yankee con Justin Bieber – «Despacito» (2017)»
- 16 semanas

Lil Nas X con Billy Ray Cyrus – «Old Town Road» (2019)
- 15 semanas

Shaboozey - «A Bar Song (Tipsy)» (2024)
- 13 semanas

Flo Rida con T-Pain – «Low» (2007–08)
Mark Ronson con Bruno Mars – «Uptown Funk» (2015)
- 11 semanas

Pharrell Williams - «Happy» (2014)
Alex Warren – «Ordinary» (2025)
- 10 semanas

The Black Eyed Peas – «Boom Boom Pow» (2009)
The Black Eyed Peas – «I Gotta Feeling» (2009)
Macklemore y Ryan Lewis con Wanz – «Thrift Shop» (2013)
Robin Thicke con T.I. y Pharrell Williams — «Blurred Lines» (2013)
Justin Timberlake - «Can't Stop the Feeling!» (2016)
Ed Sheeran – «Shape of You» (2017)
Lady Gaga, Bradley Cooper - «Shallow» (2018-2019)

## Artistas con más números uno
1. Taylor Swift (29 canciones)
2. Nicki Minaj (17 canciones)
3. Rihanna (14 canciones)
3. Drake (14 canciones)
5. Justin Bieber (13 canciones)
6. BTS (12 canciones)
6. Beyoncé (12 canciones)
8. Katy Perry (11 canciones)
8. Eminem  (11 canciones)
10. Morgan Wallen (11 canciones)
10. Bruno Mars (11 canciones)

## Mejores 10 de una sola semana los vendedores de descarga
1. Adele – " Hello "(1.112.000) 23 de abril de 2009
2. Flo Rida feaguring Ke$ha- "Right Round" (636.000) 28 de febrero de 2009
3. Adele - "Hello" (635.000) 21 de noviembre de 2015
4. Taylor Swift - "We Are Never Ever Getting Back Together" (623.000) 1 de septiembre de 2008
5. Kesha – "Tik Tok" (610.000) 9 de enero de 2010
6. Taylor Swift — "I Knew You Were Trouble" (582.000) 12 de enero de 2013
7. Miley Cyrus - "Wrecking Ball" (559.000) 8 de octubre de 2013
8. Katy Perry — "Roar" (557.000) 31 de agosto de 2013
9. Taylor Swift — "Shake It Off" (544.000) 6 de septiembre de 2014
10. Gotye featuring Kimbra — "Somebody That I Used To Know" (542.000) 28 de abril de 2012

## Artistas con más semanas en el número uno
1. Taylor Swift (54)
2. BTS (44)
3. Rihanna (40)
4. Katy Perry (37) 
5. Justin Bieber (33)

## Canciones que reemplazaron a otros sencillos del mismo artista
- Mariah Carey - "All I Want For Christmas Is You" (una semana) → "Don't Forget About Us" (una semana) (31 de diciembre de 2005)

- T.I. - "Whatever You Like" (una semana) → "Live Your Life" (una semana) (18 de octubre de 2008)

- Beyoncé - "If I Were a Boy" (una semana) → "Single Ladies (Put a Ring on It)" (una semana) (6 de diciembre de 2008)

- The Black Eyed Peas - "Boom Boom Pow" (diez semanas) → "I Gotta Feeling" (diez semanas) (27 de junio de 2009)

- Glee Cast - "Teenage Dream" (una semana) → "Forget You" (una semana) (4 de diciembre de 2010)

- Iggy Azalea – "Problem" (Ariana Grande con Iggy Azalea) (tres semanas) → "Fancy" (Iggy Azalea con Charli XCX) (cuatro semanas) (7 de junio de 2014)

- Taylor Swift — "Shake It Off" (cuatro semanas no consecutivas) → "Out of the Woods" (una semana) (1 de noviembre de 2014)

- Jordan Smith — "Somebody to Love" (one  semana) → "Mary, Did You Know?" (one semana) (2 de enero de 2016)

- Drake — "Pop Style" (Drake con Jay-Z y Kanye West) (una semana)→ One Dance (Drake con Wizkid y Kyla) (una semana) (30 de abril de 2016)

- Justin Bieber – "Despacito" (Luis Fonsi y Daddy Yankee con Justin Bieber) (diecisiete semanas) → "I'm the One" (DJ Khaled con Justin Bieber, Quavo, Chance the Rapper y Lil Wayne) (una semana) (20 de mayo de 2017)

- Taylor Swift – "Look What You Made Me Do" (una semana) → "...Ready for It?" (una semana) (23 de septiembre de 2017)

- Drake – "God's Plan" (ocho semanas) → "Nice for What" (una semana) (21 de abril de 2018)

- BTS – "Dynamite" (ocho semanas) → "Film Out" (una semana) (17 de abril de 2021)

- BTS – "Butter" (siete semanas) → "Permission to Dance" (una semana) (24 de julio de 2021)

- BTS – "Permission to Dance" (una semana) → "Butter" (ocho semanas) (31 de julio de 2021)

- BTS – "Butter" (diecisiete semanas) → "My Universe" (Coldplay y BTS) (una semana) (9 de octubre de 2021)

- Nicki Minaj – "Blick Blick" (Coi Leray y Nicki Minaj) (una semana) → "We Go Up" (Nicki Minaj con Fivio Foreign) (una semana) (9 de abril de 2022)

- Morgan Wallen – "Thought You Should Know" (una semana) → "You Proof" (una semana) (28 de mayo de 2022)

- Jimin – "Set Me Free Pt. 2" (una semana) → "Like Crazy" (dos semana) (8 de abril de 2023)

- Ed Sheeran – "Eyes Closed" (una semana) → "Life Goes On" (Ed Sheeran con Luke Combs) (una semana) (27 de mayo de 2023)

## Otros logros
- Rihanna fue nombrada la Artista Hot Digital Songs de la década de 2000.

- Tóxic de Britney Spears fue la primera canción en superar el millón de descarga digitales.

- "Low", de Flo Ridacon T-Pain, fue nombrado en el Top canción Hot Digital de la década de 2000.

- "Scream & Shout", de Will.I.Am con Britney Spears, es la canción con el avance más rápido y extendido desde el puesto n.º 66 al n.º 1

- David Cook tiene el récord de estrenos y canciones en total de gráficos en una semana con 14

- La primera y única canción en superar el millón de descargas en una semana es Hello de Adele.

- Canción de Flo Rida "Right Round" tiene el récord del mejor debut / semana de ventas por un artista masculino con 636.000 descargas.

- Katy Perry es la primera artista en la historia de Digital Songs en tener 300.000 descargas semanales con ocho canciones diferentes. Ella lo ha hecho con "Hot N Cold", "California Gurls", "Firework", "ET", "The One Thet Got Away", "Part Of Me", "Roar" y "Dark Horse"

- Katy Perry tiene el récord de mayor número digital-los de un álbum, con cinco. Del álbum Teenage Dream: "California Gurls", "Teenage Dream", "Firework", "E.T." y "Last Friday Night" encabezó la lista..

- «Payphone» de Maroon 5 tiene el récord del mejor debut / semana de ventas en general para un grupo de una canción digital con 493.000 descargas, superando a Bom BomPow de los Black Eyed Peas que contaba con 465.000 descargas.

- Lady Gaga es la primera artista en obtener cuatro canciones entre los seis primeros puestos en la lista al mismo tiempo.

- Ariana Grande es la primera artista femenina en obtener tres canciones entre los seis primeros puestos en la lista al mismo tiempo.[3]